# Људи говоре
Људи Говоре су прозно књижевно дело српског авангардног књижевника Растка Петровића објављено 1931. То је уједно и последње Петровићево књижевно остварење објављено за живота. У складу са авангардном поетиком ово дело је жанровски дифузно и у себи садржи елементе кратког лирског романа, путописа и есеја. Петровић већ у кратком уводу књиге наговештава њене суштинске особености, њену генезу, предмет и форму, а посредно и значење и поруку. Из увода се види, а касније се током читања на више места потврђује, да је дело настало спонтано, да се рађало управо у тренуцима доживљаја, у самом догађању, односно да је писање дела било продужавање непосредног, аутентичног догађаја.
Људи Говоре се састоје из три дела. У првом делу главни јунак, који је обликован аутобиографски, одлази на острво на једном језеру, где се упознаје са животом и становницима на њему. Сутрадан одлази на другу обалу и обилази градић, да би се истог дана вратио у рибарско насеље одакле је кренуо свој обилазак. Други део описује долазак истог путника на исто место након годину дана, где открива нове детаље међу људима и у простору. Трећи део је есејистички и лирски интониран и у њему су представљене рефлексије и осећања у виду непосредног доживљаја стварности путника загледаног у природу и обузетог гласовима из даљине.
Предмет Људи говоре, како је Петровић записао у уводу, нису ни грађевине ни предели као у класичном путопису, већ оно што се непосредно догађало пред њим, то јест оно што су људи говорили око њега, што је на први поглед једноставно и готово банално, а што у суштини испуњава свакодневни „живот људи и универзума,” како бележи у уводу. Књижевна критика је похвално писала о овом прозном делу. Милан Богдановић је у тексту из 1931. истакао да је писац успео да: „постигне тежак резултат да општа стања пружи живописно.”, док ће Марко Ристић закључити да су Људи говоре: „са чисто уметничког гледишта Растково најскладније, у извесном смислу најзавршеније дело.” Дело је временом добило статус класика српске књижевности, и саставни је део лектире за трећи разред средњих школа у Србији.